# Старший помощник судостроителя
Старший помощник судостроителя
Старший помощник судостроителя — должностное звание на русском императорском флоте, соответствовало 9-му классу Табели о рангах.

## История
Звание было введено в 1886 году Указом императора Александра III при реорганизации Корпуса корабельных инженеров. В соответствии с Положением о корабельных инженерах и инженер-механиках флота звание старшего помощника судостроителя было введено взамен звания штабс-капитана, также в него переаттестовывались и поручики.
К категории старшего помощника судостроителя относились 24 должности:
Младший делопроизводитель Морского технического комитета
Младшие производители работ в чертёжной Морского технического комитета (две должности)
Младшие производители учёта Морского технического комитета (две должности)
Старшие помощники судостроителей (16 должностей)
Младший инженер для проверки сметы в Санкт-Петербургском порту
Корабельный инженер для дачи нарядов и проверки смет в Севастопольском порту
Корабельный инженер для дачи нарядов во Владивостокском порту
Звание относилось к 9-му классу Табели о рангах, вышестоящим для него было звание младшего судостроителя, нижестоящим — звание младшего помощника судостроителя.
Для данного звания было установлено титулование «ваше благородие», по нему могло жаловаться личное дворянство.
Звание предназначалось для «товарищей» судостроителей и первоначально предполагалось, что старшие помощники будут только замещать судостроителей в их отсутствие. Однако к началу XX века многие старшие помощники судостроителя стали назначаться самостоятельными строителями кораблей небольшого водоизмещения, наблюдающими за постройкой на частных верфях, в управления капитанов портов, проектировщиками кораблей всех рангов, а также начальниками инженерных служб на кораблях 1-го ранга (помощниками командира по инженерной части).
Для производства в звание старшего помощника судостроителя помимо выслуги не менее четырёх лет корабельный инженер должен был обязательно за этот период принимать участие в каких-либо судостроительных работах.
Старшие помощники судостроителя могли служить на действительной службе до достижения предельного возраста —сорока семи лет.
В 1908 году особые звания Корпуса были упразднены, а корабельные инженеры опять были приравнены к прочим офицерам флота, служившим «по Адмиралтейству», соответственно младшие судостроители были переаттестованы как в штабс-капитаны, так и в капитаны корпуса корабельных инженеров.